# نانسی هسوئه
نانسی هسوه  (۲۵ فوریه ۱۹۴۱ – ۲۴ نوامبر ۱۹۸۰)  یک هنرپیشه آمریکایی بود. او یکی از اولین بازیگران زن آسیایی آمریکایی بود که نقش اصلی را در یک سریال تلویزیونی ایالات متحده داشت. عشق یک چیز پر زرق و برق است (۱۹۶۷) به عنوان اولین سریال آمریکایی که رابطه نژادی بین یک زن آسیایی و یک مرد سفیدپوست را به تصویر می‌کشید. او همچنین در فیلم‌هایی مانند شکار جنگ (۱۹۶۲)، پاییز شاین (۱۹۶۴) و اهداف (۱۹۶۸) ظاهر شد.
هسوه دختر وی فن هسوئه بود. وی فن در نانکینگ چین به دنیا آمد. نانسی در سال ۱۹۴۱ در لس آنجلس به دنیا آمد. او در دانشگاه کالیفرنیا، لس آنجلس، در رشته آموزش تحصیل کرد. در ۱۶ ژانویه ۱۹۶۵، او با دانیل کار، که در جریان فیلمبرداری پاییز شاین با او آشنا شده بود، ازدواج کرد. او در ۲۴ نوامبر ۱۹۸۰ در ۳۹ سالگی بر اثر تصلب شرایین در پورتلند، مین درگذشت 

## فیلم‌شناسی
- شیاطین کوچک چین (۱۹۴۵) در نقش کودک
- دسیسه (۱۹۴۷) در نقش میا، دختر یتیم
- آهنگ طبل گل (۱۹۶۱) به عنوان دختر (نامشخص نشده)
- جنگ هانت (۱۹۶۲) در نقش ماما سان
- پاییز شاین (۱۹۶۴) در نقش پرنده کوچک (بی‌اعتبار)
- ستوان رابین کروزو (۱۹۶۶) در نقش دختر بومی
- دکتر، شما باید شوخی کنید! (۱۹۶۷) در نقش جوآن ماویس (بی‌اعتبار)
- اهداف (۱۹۶۸) در نقش جنی
- خانه فرا می‌خواند (۱۹۷۸) در نقش گرچن